# Pulsoksymetria

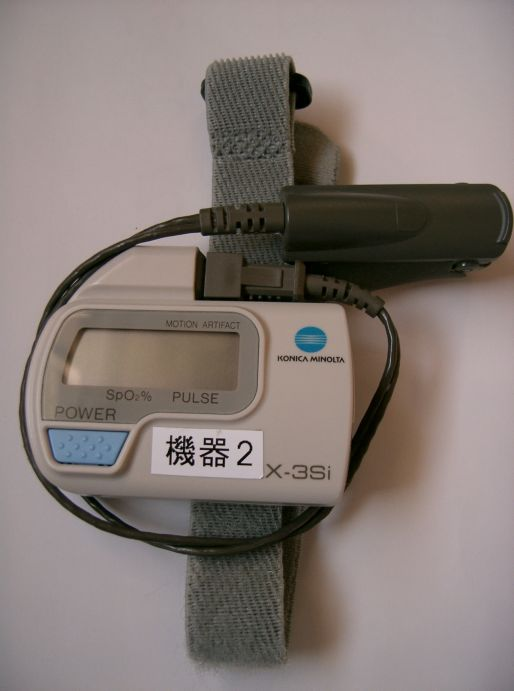
Pulsoksymetr

Pulsoksymetria – nieinwazyjna metoda przezskórnego oznaczania wysycenia krwi tlenem. Metoda opiera się na zasadzie spektrofotometrycznego pomiaru wysycenia (saturacji – SpO2) tlenem hemoglobiny, gdyż hemoglobina utlenowana wykazuje odmienne właściwości optyczne niż odtlenowana. Jednocześnie rejestrowana jest częstotliwość pracy serca (puls).
Do wykonywania pomiarów służą urządzenia zwane pulsoksymetrami.

## Historia
Pierwsze urządzenie do pomiaru saturacji krwi wykorzystujące prześwietlanie tkanki małżowiny ucha zbudował Karl Matthes w 1935 . W 1940 roku Glen Millikan wymyślił termin „oksymetr”, opisując słuchawkę do wykrywania hipoksji w lotach na dużych wysokościach .
Rozwój pulsoksymetrii nastąpił w 1972 roku dzięki bioinżynierowi Takuo Aoyagi z Nihon Kohden, który zauważył, że pulsujące zmiany w absorpcji światła prześwietlającego tkankę zależą wyłącznie od przepływającej krwi tętniczej. W 1975 roku chirurg Susumu Nakajima poinformował, że wraz ze współpracownikami testowali pierwsze urządzenie na pacjentach .
Postęp w elektronice w latach 80. XX wieku pozwolił na skonstruowanie niewielkich urządzeń, dających powtarzalne i obarczone małym błędem wyniki (w granicach 2%), dzięki czemu znalazły one szerokie zastosowanie kliniczne.

## Oksymetria

Widma absorbancji hemoglobiny

Podstawą teoretyczną pulsoksymetrii jest prawo Lamberta-Beera zastosowane do cząstek hemoglobiny. Jest to szczególny przypadek spektrofotometrii, w której światło monochromatyczne jest wykorzystywane do rozpoznawania składu cząsteczkowego substancji. Długość fali powinna być tak dobrana, aby jego absorbancja była jak największa.
Analizując widma absorbancji hemoglobiny utlenowanej (HbO2) i odtlenowanej (Hb) można zaobserwować, że:
1. absorbancja jest wysoka dla fal krótszych niż 600 nm[8]
2. wykresy widma przecinają się w jednym punkcie zwanym punktem izobestycznym[8], który odpowiada fali długości 805 nm[9]
3. dla długości fali 660 nm istnieje wtórny peak absorbancji dla deoksyhemoglobiny[8], przy jednoczesnej mniejszej absorbancji hemoglobiny utlenowanej[10] (przez co krew utlenowana wydaje się bardziej czerwona niż krew odtlenowana)[6]
4. dla długości fali 940 nm istnieje wtórny peak absorbancji dla oksyhemoglobiny[8], przy jednoczesnej mniejszej absorbancji hemoglobiny odtlenowanej[6]

Transmisja światła o długości 660 nm warunkuje obecność hemoglobiny utlenowanej, natomiast transmisja światła o długości 940 nm determinuje zawartość hemoglobiny odtlenowanej. Przyjmuje się, że karboksyhemoglobina (HbCO) i methemoglobina (HbMet) stanowi mniej niż 5% i ich udział jest pomijany w pomiarach. Podobnie pomija się obecność sulfhemoglobiny i hemoglobiny płodowej. Na podstawie pomiarów można wyznaczyć saturację według wzoru:
{\displaystyle {\mbox{Saturacja}}={\frac {\left[{\mbox{HbO}}_{2}\right]}{\left[{\mbox{HbO}}_{2}\right]+\left[{\mbox{Hb}}\right]}}\times 100\%}

## Miernik

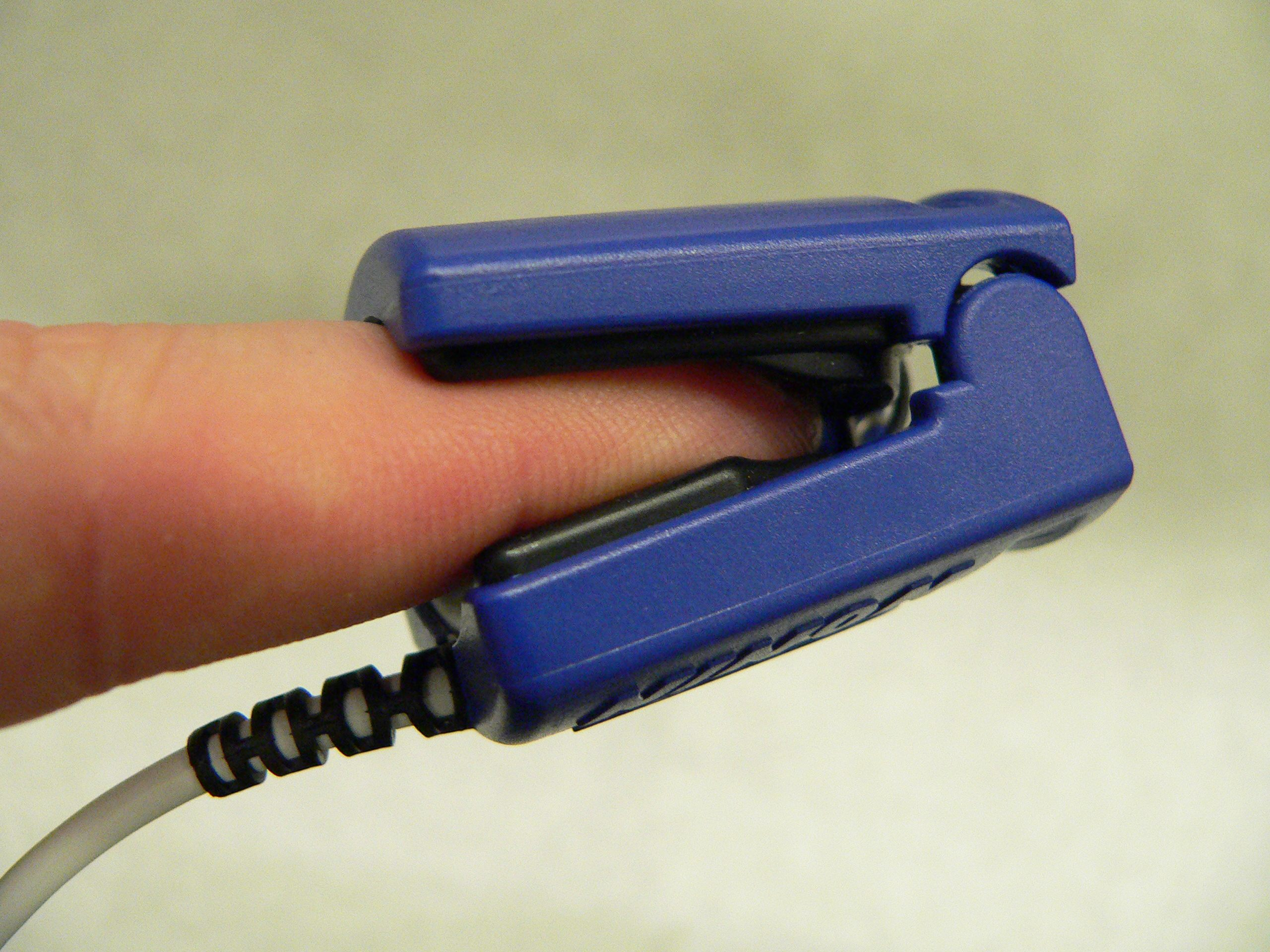
Pomiar przez paznokieć

Czujnik pulsoksymetru składa się z nadajnika światła monochromatycznego o dwóch długościach fali i fotodetektora. Źródłem światła są najczęściej dwie diody, które świecą naprzemiennie ponieważ fotodetektor (fotodioda) nie odróżnia długości fal a jedynie ich natężenie. Fotodetektor wzmacnia wyłącznie światło o zmiennym natężeniu. Ustalony okres bez prześwietleń może być wykorzystany do korekcji pomiaru warunków oświetlenia otoczenia.
Diody przełączane są z częstotliwością 700 Hz. Uzyskany sygnał można podzielić na składowe stałą i zmienną. Składowa zmienna, która stanowi od 1% do 5% wartości całkowitej sygnału, jest głównym wyznacznikiem dokładności pomiaru. Analizowana jest jedynie ta część sygnału, która występuje w fazie skurczowej. Dzięki temu mierzona jest saturacja krwi tętniczej a pomijana jest saturacja w naczyniach żylnych i włosowatych.
Podawany wynik jest wartością uśrednioną z 2–16 sekund pomiaru. Niektóre modele pulsoksymetrów dodatkowo prezentują na ekranie krzywą pletyzmograficzną, która dostarcza informację o stanie krążenia obwodowego. Przy okazji mierzenia saturacji za pomocą pulsoksymetru odczytywana jest również częstość tętna.

## Wskazania do pulsoksymetrii
- niewydolność oddechowa[potrzebny przypis]
- wentylacja jednego płuca[11]
- bronchoskopia[11]
- znieczulenie dziecka[12]
- monitorowanie czynności życiowych matki i płodu[13]
- monitorowanie stanu pacjenta:
  - w trakcie znieczulenia ogólnego i bezpośrednio po jego zakończeniu[14]
  - ustalenie konieczności stosowania tlenoterapii[15]
  - w trakcie każdego stanu ciężkiego chorego[16]
  - zagrożenie hipoksją[11] i jej unikanie[17]
  - utlenowanie i wentylacja noworodka[18]

Zakres norm:
- 95–99% u zdrowych dorosłych oraz 91-96% u noworodków[19]
- wyższe wartości zdarzają się w przypadku tlenoterapii (zwykle > 98%[16])
- niższe wartości mogą świadczyć o niewydolności oddechowej[potrzebny przypis].

## Źródła błędnych odczytów i ograniczenia
- zatrucie tlenkiem węgla zawyża wskazanie poziomu SpO2 na skutek rejestracji karboksyhemoglobiny zamiast oksyhemoglobiny[20][21][22][11], problem nadmiaru COHb dotyczy również nałogowych palaczy[23]
- methemoglobinemia zakłóca pomiar[24][10], powodując że niskie wartości saturacji są zawyżone, a wysokie niedoszacowane[21], ustalając wynik na poziomie nie niższym niż 85%[11]
- w niedokrwistości występuje liniowa zależność w niedoszacowaniu wartości saturacji a stężeniem hemoglobiny[21][25]
- błękit metylenowy bardzo mocno zaniża odczyty pulsyksometru, nawet o 65%[21][25], inne kolorowe wskaźniki we krwi takie jak zieleń indocyjanowa i czerwień indygo również zaniżają wartości saturacji[23]
- niska perfuzja tkankowa[11], która zmniejsza siłę sygnału i ustala ostateczny wynik na fałszywym stałym poziomie 85%[21]
- artefakty ruchowe[21][10], czyli ruchy pacjenta[26] lub drżenie mięśni[22], są najczęstszymi przyczynami zakłóceń[23]
- lakier do paznokci[26] zaniża wartości saturacji[23], zwłaszcza ciemne kolory[21], z wyjątkiem koloru czerwonego i purpurowego[23]
- światło otoczenia[21][26], w zależności od rodzaju ksenonowe lub fluorescencyjne zawyża a podczerwone zaniża wyniki[23]
- diatermia w niektórych typach pulsoksymentrów[21]
- diody elektroluminescencyjne ze względu na niedokładne generowanie monochromatycznego światła[21]
- tlenoterapia wyklucza stosowanie pulsoksymetru do wykrywania niedostatecznej wentylacji[20][15]
- brak wystarczającej pulsacji: hipotermia, hipotensja, ucisk na tętnice[22][26], środki wazopresyjne[26]; wartości wskazywane są niższe od rzeczywistych[11]
- bradykardia wydłuża czas reakcji pulsoksymetru[10]
- hiperoksja jest niewykrywalna[10][26]